# محمية الدبابية

محمية الدبابية أعلنت محمية طبيعية في عام 2007 ،حيث تعد من أندر المناطق محليا وعالميا، تقع جنوب الأقصر وبالقرب من مدينة إسنا، تبلغ مساحتها حوالي 1 كم مربع، نظرا لاكتمالها من ناحية التتابع الجيولوجي بين عصري الباليوسين والإيوسين وهو ما يرجع إلى ما بين 50 و 55 مليون سنة، ورغم أن العصرين موجودان في أماكن كثيرة ومتعددة بالعالم، فإن التتابع بينهما غير متصل، بينما التتابع هنا مكتمل وتاريخ الحياة بها مستمر ولم ينقطع كباقي دول العالم، ولم يحدث أي انقطاع في تاريخ الحياة لأن المنطقة عبارة عن قصة مكتملة وتمثل قيمة علمية شديدة الأهمية لجميع المهتمين بالعلم، وخاصة الجيولوجيين.وترجع أهميتها كمنطقة تضع أمام العلماء أمكانية تساعدهم علي كشف أسرار الحياة علي سطح الأرض منذ 55 مليون سنة، وهي الفترة التي شهدت موت معظم الأحياء الهائمة، نظراً لارتفاع درجة الحرارة لأعلي معدل لها علي كوكب الأرض، وبقيت الدبابية تاريخاً يتحدث حوله العلماء.
تمثل الدبابية قطاع جيولوجي نموذجي على المستوى الدولي، كما إنها تعتبر مقياس زمني يمثل أكمل القطاعات الطبقية في العالم التي شهدت البداية الفعلية للأحياء الحديثة في الكرة الأرضية، كما إن هذا القطاع النموذجي يؤدى إلى تحديد عمر الأرض بدقة من خلال تحديد أعمار التتابعات الرسوبية البحرية المتوافقة، وكذلك تعيين المناطق النموذجية لمثل هذة التتابعات وتحديد ظروف ترسيبها والأحياء المميزة لها وأعمارها لكي تكون بمثابة مقياس لكل عصر من العصور.
ومحمية الدبابية مسجلة في القائمة المرشحة للتسجيل في مواقع التراث العالمي في اليونسكو.

## جهود دولية
في عام 2009 قام وفد دولي برئاسة الدكتورة مارى أوبروى أستاذ الحفريات والطبقات بجامعة دوتجرز الأمريكية بإجراء دراسات بحثية بموقع الدبابية الجيولوجي بمدينة إسنا باعتباره أفضل المواقع، الذي حظي بإجماع اللجنة الدولية للاستراتجرافيه من بين 29 موقعا حول العالم لاكتشاف سر انقراض معظم الأحياء من على سطح الأرض منذ ما يقرب من 55.5 مليون سنة.
واوضح الدكتور خالد عبد القادر عودة الأستاذ بكلية العلوم جامعة أسيوط، ونائب رئيس الفريق، وابن القيادي الإخوانى البارز السابق عبد القادر عودة، انه تم اختيار الموقع بعد دراسات جيولوجية على أكثر من 29 موقعا حول العالم يضم مناطق بدول النمسا وكوبا وإسرائيل وإيطاليا وكازاخستان وشمال غرب أوروبا وأمريكا وإسبانيا وتونس ومصر، تم على أثرها اختيار موقع الدبابية باعتباره أفضلها على الإطلاق من حيث وضوح التتابع داخل الطبقات الجيولوجية.
في عام 2011 عاد الفريق العلمي التابع للاتحاد الدولي لعلوم الجيولوجيا إلى مصر، ليستكمل أبحاثة النهائية في محمية «الدبابية»، حول ظاهرة الاحتباس الحراري وبدايات الحياة الحديثة على سطح الأرض. ويتكون الفريق من 16 باحثا جيولوجيا.ومن المقرر أن يجري الفريق العلمي أبحاثه في قرية «نجع القضا» على بعد 4 كيلو مترات جنوب «الدبابية».
وكان الدكتور خالد عودة قد اكتشف عبر أبحاثه ثغرة زمنية تقدر بنحو 2.4 مليون سنة، ليبدأ الفريق الدولي لعلوم الجيولوجيا منذ أكثر من عامين أبحاثه على أرض محمية الدبابية جنوب الأقصر، وكان الفريق العلمي قد أرسل عينات جيولوجية لعدد من الهيئات العلمية، وتعتبر ارض المحمية هي المقياس الدولي العالمي لهذه الحقبة الزمنية.

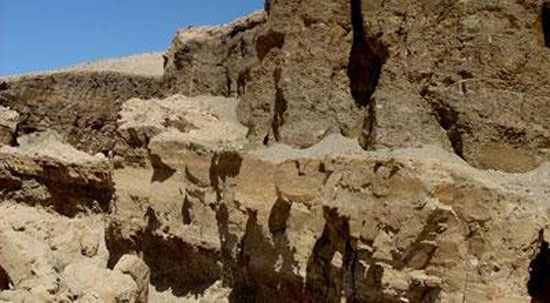

و يهدف فريق الباحثين الدولي إلى البحث عن تتابع رسوبي نموذجي يغطي الفترة الزمنية الانتقالية بين عصري الباليوسين والأيوسين، ودراسة هذا التتابع على يد جهات بحثية عالمية متخصصة.
وقد بدأت أحداث هذه الحقبة الزمنية منذ 55.5 مليون سنة بارتفاع حاد في درجة حرارة قيعان البحار والمحيطات، نتيجة خروج آلاف الحمم البركانية من قيعان البحار الشمالية. ويوضح دكتور خالد أن هذا الارتفاع الشديد في درجات الحرارة «صاحبه انطلاق كمية ضخمة من غاز ثاني أكسيد الكربون مما أدى إلى ارتفاع درجة حرارة البحار والمحيطات، الأمر الذي أدى بدوره لموت الأحياء البحرية وتحللها، ونتج عن ذلك انبعاث الغازات الدفيئة في المياه لتنعدم تدريجيا كفاءة المياه في امتصاص الأكسجين من الهواء».
وأضاف عودة «كل هذا أدى إلى اختلال دورة الأكسجين في الهواء الأمر الذي نتج عنه اندثار كثير من الأحياء الأرضية، وأطلق العلماء على هذا الحادث اسم الحرارة القصوى أو الاحترار العالمي».
ويتابع أستاذ العلوم الجيولوجية:« بصورة تدريجية بدأت الحرارة في الانخفاض وعاد الأكسجين إلى مستوياته الطبيعية في الجو شيئا فشيئا ثم في مياه البحار والمحيطات»
وكان عودة قد حلل أنواع الحياة التي عادت للظهور بعد أزمة الحرارة القصوى، ليكتشف أن الكثير من الأحياء التي عاشت من قبل قد اندثرت تماما، وبدأ انتشار الثديات وذوات الحافر والحيتان، كما انتشرت الأسماك واتخذت صورة مماثلة للأسماك الموجودة حاليا، فيما اكتسبت النباتات الأرضية سماتها الحديثة وبدأ أول ظهور للعشب.
ويسود الاعتقاد بين العلماء أن فترة الحرارة القصوى بين عهدي الباليوسين والأيوسين تمثل البداية الحقيقية لظهور بدايات الحياة الحديثة التي نعيشها الآن. وما زالت الدراسات جارية لمعرفة أسرار تلك الفترة التي تميز أهم مرحلة من مراحل التطور في السجل الجيولوجي رغم قصر مدتها نسبيا.
وقال دكتور خالد«هذه الحقبة تلقي الضوء على نتائج وتداعيات الارتفاع المستمر في درجة حرارة الأرض حاليا، بسبب زيادة كمية انبعاثات ثاني أكسيد الكربون والميثان، نتيجة استخدام الوقود الإحفوري (البترول والفحم)».
وجاء اكتشاف التتابع النموذجي لهذه الفترة الزمنية بجنوب مصر، ليضع حدا للجدل الدائر بين العلماء في العالم حول المدى الجغرافي والزمني للتغيرات المناخية والحياتية التي تعرض لها كوكب الأرض.

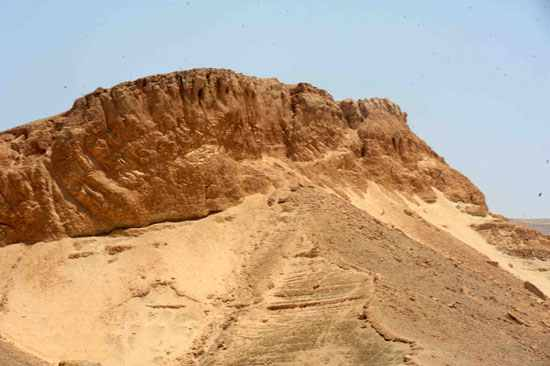

وكان انتشار البراكين في البحار الشمالية والمحيط الأطلنطي قد تسبب في ضياع جزء كبير من «السجل الجيولوجي» بين عهدي الباليوسين والأيوسين، الأمر الذي دفع العلماء للبحث عن هذه الفترة الزمنية المفقودة في طبقات الأرصفة القارية للبحر المتوسط لأنه كان بعيدا عن تأثير البراكين والحركات الأرضية التي انتابت الجزء الشمالي من الأرض.
اللافت أن جميع المواصفات والشروط والفترة الزمنية المفقودة، قد وجدت في التتابع الرسوبي المطل على قرية الدبابية، وذلك بعد دراسات تفصيلية قام بها قبل عامين، الفريق الجيولوجي الدولي بالاشتراك مع الدكتور خالد عودة وبعض الأساتذة بقسم الجيولوجيا جامعة أسيوط.
يوضح عودة:«كانت أهم الشروط التي أرساها الاتحاد الدولي للعلوم الجيولوجية هي الاكتمال الطبقي والبعد عن تأثير الحركات الأرضية أو التغيرات اللاحقة للترسيب، وأن يكون الموقع سهل المنال بحيث يسهل الوصول جميع الدارسين إليه، وذو سمك معقول ليسهل تفصيل الأحداث، كما يجب أن تتوافر في الموقع أعداد وفيرة من آثار الأحياء الحيوانية والنباتية، قابل للتحليل وتحديد تاريخها باستخدام النظائر المشعة». كما طالب الاتحاد الدولي بتأمين الموقع من العبث والتجريف.
ويضيف صاحب الاكتشاف:« بناء على شروط الاتحاد تم التصويت على الموقع في 2002، واختاره الاتحاد بالإجماع، بوصفه أكمل التتابعات الرسوبية على وجه الأرض للفترة الزمنية الانتقالية بين الباليوسين والأيوسين، من بين 29 تتابعا مرشحا من دول مختلفة، حيث تنافست مواقع في أسبانيا ومصر وإسرائيل في التصفيات النهائية».

## نبذة عن التاريخ الجيولوجي

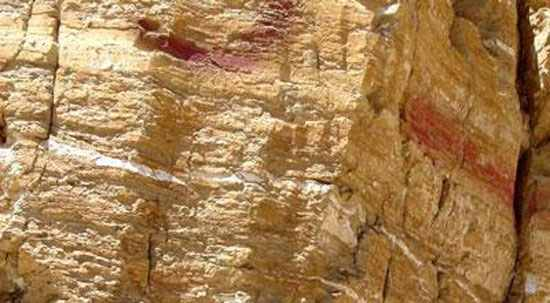

يقسّم التاريخ الجيولوجي للأرض إلي عدة أحقاب تمتد داخل أغوار الزمن من 6.4 مليار سنة ـ بداية تكون الأرض ـ إلي أيامنا الحالية. وقسمت هذه الأحقاب إلي عصور جيولوجية والعصور إلي فترات. وكل من الأحقاب والعصور والفترات لها تاريخ بداية وتاريخ نهاية. ومن ثم فإنه يمكن مقارنة تاريخ هذا العصر أو تلك الفترة في مصر ـ مثلاً ـ مع مواقع لها نفس التاريخ في ليبيا أو السودان.. ويمثل كل عصر أو فترة بقطاع صخري معين يمكن تتبعه داخل كل قطر وامتداداته في منطقة ما حول هذا القطر. وسميت العصور والفترات باسم المكان الأول الذي اكتشفت فيه صخور هذا العصر أو تلك الفترة. وأول أو أقدم العصور الجيولوجية التي يوجد في صخورها حيوانات واضحة ومفصَّلة هو العصر الكامبري والذي بدأ منذ 545 (خمسمائة وخمسة وأربعين) مليون سنة ـ واستمر لمدة 50 (خمسين) مليون سنة. وسمي بهذا الاسم لأن صخوره عرفت لأول مرة في إنجلترا في منطقة كامبريا حيث عاشت قبيلة بهذا الاسم في القرون القديمة (القرن العاشر والحادي عشر) بهذا المكان. وقبل العصر الكامبري لم يعثر علي حفريات واضحة داخل الصخور غير بعض آثار لحيوانات الخلية الواحدة والتي ظهرت علي الأرض منذ أكثر من 2500 (ألفين وخمسمائة) مليون سنة. ومن ذلك يمكن القول إن أول الحيوانات الواضحة والتي أمكن تعريفها وتوجد الآن علي هيئة حفريات (بقايا حيوانية أو نباتية) داخل صخور هذا العصر.
وتعتبر الحفريات هي الساعة الزمنية التي يمكن معها تحديد الوقت الذي وجدت فيه الصخور الحاملة لحفريات معينة. ومع تقدم العلوم الجيولوجية وخاصة علم الحفريات والذي يعرف باسم الباليونتولوجي Paleontology أمكن تقسيم الفترة الزمنية من 545 مليون سنة ـ بداية العصر الكامبري ـ إلي الوقت الحالي والذي يعرف باسم الهولوسين Holocene والذي بدأ تاريخه منذ عشرة آلاف سنة فقط واستمر حتي اليوم إلي 16 (ستة عشر) عصرًا. وتفصل هذه العصور عن بعضها أحداث جسام مثل ظهور أو اختفاء حيوانات معينة أو حدوث حركات تركيبية غيرت من شكل القشرة الأرضية أو تكون الثلوج علي قطبي الأرض أو ذوبانها.. إلخ. المهم أن الفاصل الجيولوجي بين أي عصرين هو فاصل واضح يمكن تتبعه في أنحاء الأرض قاطبة ولا يمكن زحزحته إلي أعلي أو إلي أسفل وفقًا لتغير المكان. والسؤال الذي يتبادر إلي ذهن غير المتخصص هو ما أهمية ذلك؟ يمكن الرد علي ذلك بطريقة علمية، فالبترول يوجد في السعودية داخل صخور السيلوري الأعلي (428 مليون سنة) لارتفاع سطح البحر وكثرة المياه بالبحار والمحيطات بعد ذوبان الثلوج التي غطت سطح قطبي الأرض في العصر السابق: الأوردوفيسي الأعلي والسيلوري الأسفل (من 458 مليون سنة حتي 428 مليون سنة). وداخل مياه البحار والمحيطات التي زادت كثيرًا وطفت علي الأرض، انتشرت حيوانات صغيرة تعرف باسم الجرابتوليت في المياه. ونتج عن موت هذه الحيوانات وسقوطها بأعداد لا حصر لها تكون مواد عضوية أدت في النهاية إلي تكون مخزون ضخم من البترول في حقول السعودية. علي نفس النمط وخلال نفس التاريخ تكون مخزون بترول ليبيا. وكان علي الجيولوجيين المصريين البحث عن هذه الفترة الزمنية داخل الصحراوات المصرية واستكشاف ما في صخورها. ولكن للأسف كانت مصر خلال هذه الفترة مرتفعة فوق سطح مياه المحيطات ومن ثم لم تترسب صخور هذا العصر بمصر سوي في مناطق حدودية مع ليبيا. وكان الترسيب ضعيفًا لم يعط سوي أمتار قليلة من الصخور لا تحتوي علي حفريات كثيرة من الجرابتوليت.

## وصلات خارجية
- استجابة لما نشرته الأهرام:الـــــدبابية تحت الحماية ،جريدة الأهرام في 2 أغسطس 2011
- خطط لوضع محمية الدبابية الطبيعية بالأقصر على الخريطة السياحية
- ولازالت فضائح النظام الساقط الفاسد تتوالي عالمياً